# Vallenar (flygplats)
Vallenar är en flygplats i Chile.   Den ligger i provinsen Provincia de Huasco och regionen Región de Atacama, i den centrala delen av landet, 500 km norr om huvudstaden Santiago de Chile. Vallenar ligger 525 meter över havet.
Terrängen runt Vallenar är huvudsakligen kuperad, men västerut är den platt. Närmaste större samhälle är Vallenar, 2,3 km norr om Vallenar. 
Trakten runt Vallenar är ofruktbar med lite eller ingen växtlighet. Runt Vallenar är det mycket glesbefolkat, med 6 invånare per kvadratkilometer.